# Lukas Grozurek
Lukas Grozurek (* 22. Dezember 1991 in Wien) ist ein österreichischer Fußballspieler.

## Karriere
In seiner Jugend spielte er in den Jugend- und Amateurabteilungen des Wiener SK; in der Saison 2008/09 wurde er in die erste Mannschaft aufgenommen. Beim Klub spielte er unter anderem an der Seite seines Bruders Florian (* 3. Jänner 1991), der es jedoch nie über den Amateurfußball hinaus brachte.
Im Jahr 2010/11 wechselte er zu den Amateuren des SK Rapid Wien. In der Winterpause der Saison 2011/12 bekam er einen Vertrag als Profi. Sein Debüt in der österreichischen Bundesliga für Rapid Wien gab er am 12. Februar 2012. Das erste Tor für seinen neuen Verein schoss er am 13. Mai 2012. Nachdem er sich auch in den folgenden Saisonen nicht durchsetzen konnte, wechselte er im Dezember 2014 zum FC Admira Wacker Mödling.
Bei Admira unterschrieb Lukas Grozurek einen Vertrag bis Sommer 2016 mit Option auf ein weiteres Jahr. Im Mai 2017 unterschrieb er einen Vertrag bis 2018 mit einer erneuten optionalen Verlängerung.
Zur Saison 2018/19 wechselte er zum Ligakonkurrenten SK Sturm Graz, bei dem er einen bis Juni 2021 laufenden Vertrag erhielt. In der Saison 2018/19 kam er zu 26 Einsätzen in der Bundesliga, in denen er fünf Tore erzielte, und beendete die Saison mit dem Verein auf dem fünften Tabellenrang. Über die Play-offs qualifizierte sich Sturm schließlich für die Europa League.
Der deutsche Zweitligaaufsteiger Karlsruher SC verpflichtete den Stürmer zur Spielzeit 2019/20 leihweise für ein Jahr. Bis zum Ende der Leihe kam er zu 18 Zweitligaeinsätzen für den KSC. Nach dem Ende der Leihe kehrte Grozurek zur Saison 2020/21 zunächst nach Graz zurück. Ohne weiteren Einsatz für Sturm wechselte er aber im September 2020 zum Ligakonkurrenten SKN St. Pölten, bei dem er einen bis Juni 2021 laufenden Vertrag erhielt. Für den SKN kam er zu neun Einsätzen in der Bundesliga.
Im Jänner 2021 wechselte er nach Georgien zum FC Dinamo Batumi. Insgesamt kam er zu 28 Einsätzen für Batumi in der Erovnuli Liga, in denen er zwei Tore erzielte. Mit Dinamo wurde er am Ende der Saison 2021 Meister. Nach Saisonende wurde sein Vertrag allerdings nicht mehr verlängert und Grozurek verließ den Verein. Daraufhin kehrte er im Jänner 2022 nach Österreich zurück und wechselte zum Regionalligisten First Vienna FC. Bis zum Ende der Saison 2021/22 kam er zu fünf Einsätzen in der Ostliga für die Vienna. Zu Saisonende stieg er mit dem Klub in die 2. Liga auf. In der 2. Liga absolvierte er dann 26 Partien für die Döblinger, in denen er viermal traf.
Zur Saison 2023/24 wechselte er zum viertklassigen ASV Siegendorf.